# Ossendrecht
Ossendrecht ist ein Ortsteil der Gemeinde Woensdrecht im Südwesten der Niederlande.

## Lage und Beschreibung
Der Ort befindet sich in der Provinz Noord-Brabant in unmittelbarer Nähe zur belgischen Grenze. Er liegt etwa 3 Kilometer südlich vom Hoogerheide (dem größten Ortsteil und Sitz der Gemeinde), 15 km südlich von Bergen op Zoom und 20 km nördlich des Stadtzentrums von Antwerpen. Ossendrecht hat auf einer Fläche von 29,58 km² 5.450 Einwohner (Stand: 1. Januar 2024) und ist damit nach Hoogerheide der zweitgrößte Ortsteil von Woensdrecht.

## Geschichte
Der Ort wurde 1187 erstmals urkundlich erwähnt. Im Achtzigjährigen Krieg unternahmen 1572 wallonische und deutsche Soldaten im spanischen Dienst unter dem Kommando von Cristóbal de Mondragón von Calfven bei Ossendrecht aus einen Überraschungsangriff, um die von den Geusen belagerte Stadt Goes zu entsetzen. Sie rückten bei Niedrigwasser, oft bis zur Brust im Wasser watend, durch das Meer auf die Insel Zuid-Beveland vor. Diese wagemutige Unternehmung erregte europaweit Aufsehen.
Am 1. Januar 1997 wurde das bis dahin selbstständige Ossendrecht ein Teil der neu geschaffenen Großgemeinde Woensdrecht.

## Verkehr
Die nächsten Autobahnabfahrten sind Hoogerheide an der A 58/A 4 und Zandvliet in Belgien an der A 12. Östlich des Ortes verläuft der Provinciale weg N 289.
Bahnstationen befinden sich in Bergen op Zoom an der Bahnstrecke nach Vlissingen und im belgischen Kalmthout an der Linie Antwerpen-Rotterdam/Breda. Bei Antwerpen und Rotterdam gibt es auch die nächstgelegenen Verkehrsflughäfen.

## Persönlichkeiten
- Pauline Musters (1878 (nach anderen Angaben 1876)–1895), kleinste dokumentierte Frau aller Zeiten
- Frits Hoogerheide (1944–2014), Radrennfahrer